# Нападение на военную базу в Майданшахре
Нападение на военную базу в Майданшахре — атака, совершенная 21 января 2019 года в городе Майданшахр — административном центре провинции Вардак, Афганистан. Нападение осуществила террористическая группировка Талибан.

## Ход событий
21 января 2019 года террорист-смертник подорвал заминированный автомобиль у базы ВС Афганистана в городе Майданшахр, после чего несколько боевиков открыли огонь по военному объекту.
Сообщалось, что сотрудникам сил безопасности удалось обнаружить и деактивировать возле базы второй заминированный автомобиль.

## Жертвы
В ходе боя не менее трёх нападавших были убиты. Согласно официальным данным, по меньшей мере 36 человек погибли, 58 получили ранения различной степени тяжести. Талибан заявил о том, что жертвами нападения стали 190 человек.

## Последствия
23 января Национальный директорат безопасности Афганистана сообщил о ликвидации организатора атаки при авиаударе в уезде Майданшахр, по другим данным в уезде Джалрез, также были уничтожены семь террористов. Согласно другим данным авиаудар нанесли по людям, охотившимся на птиц на склоне горы Канда. Все погибшие были мирными жителями, в их числе — 15-летний подросток. Представитель совета провинции Шарифулла Хотак призвал правительство предотвратить беспорядочные удары на территории провинции и не мстить за гибель стражей порядка населению, не причастному к атакам.
23 января Талибан официально опроверг информацию об убийстве организатора нападения командира Номана.